# Hoogerheide
Hooherheide – miejscowość w Holandii.
Jedna ze wsi w południowo-zachodniej części prowincji Brabancja Północna. Od roku 1996 należąca do gminy Woensdrecht, graniczącej bezpośrednio z Belgią. Leży pomiędzy Bergen op Zoom (12km), a Antwerpią (30km). W styczniu 2006 liczyła 8268 mieszkańców.
Pierwsze wzmianki o Hoogerheide były już w 1339 roku i opisują "dobre lenno hoeghe heide". W 1761 Hoogerheide zostało na 34 lata gminą. W XIX w. należało do gminy Huijbergen (aż do roku 1996).
Przez Hoogerheide biegnie droga łącząca Antwerpię z Zelandią i Brabancją Północną.